# جوناس والانچیناس
جوناس والانچیناس (انگلیسی: Jonas Valančiūnas؛ زادهٔ ۶ مهٔ ۱۹۹۲) بازیکن بسکتبال اهل لیتوانی است.
از باشگاه‌هایی که در آن بازی کرده‌است می‌توان به ممفیس گریزلیز و تورنتو رپترز اشاره کرد.
وی در مسابقات کشوری و بین‌المللی در مجموع برندهٔ ۴ مدال طلا، ۲ مدال نقره، ۱ مدال برنز شده‌است.